# Bullanguera
La bullanguera, també anomenada bulla, o pastera (de fet, una de les bullangueres més conegudes és el So de pastera) és una cançó de compàs ternari, concretament una jota, caracteritzada per la seva llarga duració.
Acostuma a tenir una instrumentació senzilla, acompanyada de mamballetes. La lletra de les bullangueres són gloses de jota o de copeo, i molt sovint és independent una glosa d'una altra: no guarden coherència en el contingut.
Aquesta cançó es toca sempre al final d'una ballada popular, o de vegades quan manca poc per acabar. La gent fa un rotlo gros i enmig s'hi ballen punts de jota, però només balla una parella. Així com va sonant la cançó, la gent entra dins el rotlo i es prenen la parella els uns als altres, i al qui li han pres la parella ha de sortir del rotlo, de manera que sempre ballen només dues persones. A la bullanguera, ben igual que en la totalitat de balls tradicionals mallorquins, comanda sempre la dona, encara que hi poden haver excepcions quan la parella que balla es coneix.
La forma de ballar aquesta cançó explica la seva durada: hi ha bullangueres de més de 7 minuts, encara que es pot dir que habitualment dura uns 5 minuts... també n'hi ha de curtes però no solen sentir-se gaire. Aquesta llargària permet que, al ball, pugui sortir-hi molta gent.
Al contrari del que molta gent pensa, ballar la bullanguera al final de les ballades és una tradició relativament moderna.